# Де Векки, Ренцо
Ренцо де Векки (итал. Renzo De Vecchi, 3 февраля 1894, Милан, Италия — 14 мая 1967, Милан, Италия) — итальянский футболист и тренер, игравший на позиции защитника. В качестве игрока прежде всего известен по выступлениям за клуб «Дженоа», а также национальную сборную Италии.

## Клубная карьера
Во взрослом футболе дебютировал в 1909 году выступлениями за команду клуба «Милан», в котором провёл четыре сезона, приняв участие в 64 матчах чемпионата и забил 7 голов.
В 1913 году перешёл в клуб «Дженоа», за который сыграл 16 сезонов. За это время трижды завоевывал титул чемпиона Италии. Завершил профессиональную карьеру футболиста выступлениями за команду «Дженоа» в 1929 году.

## Выступления за сборную
В 1910 году дебютировал в официальных матчах в составе национальной сборной Италии. В течение карьеры в национальной команде, которая длилась 16 лет, провёл в форме главной команды страны 43 матча.
В составе сборной был участником футбольных турниров на Олимпийских играх 1912 года в Стокгольме, на Олимпийских играх 1920 года в Антверпене, а также на Олимпийских играх 1924 года в Париже.

## Карьера тренера
Начал тренерскую карьеру, ещё продолжая играть на поле, в 1927 году, возглавив тренерский штаб клуба «Дженоа», в котором работал до 1930 года. Впоследствии возглавлял команду «Рапалло».
В 1935 году снова работал с командой клуба «Дженоа», который и стал последним местом его тренерской работы.
Умер 14 мая 1967 года на 74-м году жизни в городе Милан.

## Титулы и достижения
- Чемпион Италии (3): «Дженоа»: 1914/1915, 1922/1923, 1923/1924